# Mago intentus
Mago intentus là một loài nhện trong họ Salticidae.
Loài này thuộc chi Mago. Mago intentus được Octavius Pickard-Cambridge miêu tả năm 1882.